# Єльонкі (Опольське воєводство)
Єльонкі (пол. Jelonki) — село в Польщі, у гміні Рудники Олеського повіту Опольського воєводства.
Населення — 178 осіб (2011).
У 1975-1998 роках село належало до Ченстоховського воєводства.

## Демографія
Демографічна структура станом на 31 березня 2011 року:
|          | Загалом | Допрацездатний вік | Працездатний вік | Постпрацездатний вік |
| -------- | ------- | ------------------ | ---------------- | -------------------- |
| Чоловіки | 79      | 12                 | 56               | 11                   |
| Жінки    | 99      | 18                 | 54               | 27                   |
| Разом    | 178     | 30                 | 110              | 38                   |